# Lekkoatletyka na Letnich Igrzyskach Paraolimpijskich 2004 – bieg na 100 metrów kl. T46 mężczyzn
W biegu na 100 metrów kl. T46 (zawodnicy z amputowanymi kończynami) mężczyzn podczas Letnich Igrzysk Paraolimpijskich 2004 rywalizowało ze sobą 15 zawodników.

## Wyniki

### Eliminacje
Bieg 1
| Poz. | Zawodnik        | Narodowość | Rezultat | Uwagi |
| ---- | --------------- | ---------- | -------- | ----- |
| 1    | Elliot Mujaji   | Zimbabwe   | 11.02    | Q     |
| 2    | Antonio Souza   | Brazylia   | 11.04    | Q     |
| 3    | Sebastien Barc  | Francja    | 11.20    | Q     |
| 4    | Stefan Gaggl    | Austria    | 11.60    | q     |
| 5    | Ousmane Ndong   | Senegal    | 12.13    |       |
| 6    | Munawar Hussain | Pakistan   | 12.26    |       |
| 7    | Tim Matthews    | Australia  | 16.44    |       |

Bieg 2
| Poz. | Zawodnik           | Narodowość        | Rezultat | Uwagi |
| ---- | ------------------ | ----------------- | -------- | ----- |
| 1    | Serge Ornem        | Francja           | 11.10    | Q     |
| 2    | Heath Francis      | Australia         | 11.21    | Q     |
| 3    | Aleksandr Polishuk | Azerbejdżan       | 11.50    | Q     |
| 4    | Mikhail Popov      | Rosja             | 11.57    | q     |
| 5    | Raphew Reed        | Stany Zjednoczone | 11.80    |       |
| 6    | Shafique Muhammad  | Pakistan          | 12.54    |       |
| 7    | Ahmed Barry        | Gwinea            | 13.00    |       |
|      | Kiros Tekle        | Etiopia           | DNS      |       |

### Finał
| Poz. | Zawodnik           | Narodowość  | Rezultat | Uwagi |
| ---- | ------------------ | ----------- | -------- | ----- |
| 1    | Elliot Mujaji      | Zimbabwe    | 11.00    |       |
| 2    | Heath Francis      | Australia   | 11.09    |       |
| 3    | Sebastien Barc     | Francja     | 11.13    |       |
| 4    | Serge Ornem        | Francja     | 11.15    |       |
| 5    | Stefan Gaggl       | Austria     | 11.43    |       |
| 6    | Mikhail Popov      | Rosja       | 11.64    |       |
|      | Antonio Souza      | Brazylia    | DQ       |       |
|      | Aleksandr Polishuk | Azerbejdżan | DNS      |       |